# Замок Брук (Лиенц)
Замок Брук (нем. Schloss Bruck, Lienz) — средневековый замок, расположенный на территории тирольского города Лиенц, в одноимённом округе. Был построен в период с 1252 по 1277 год на вершине холма у горы Хохштайн и являлся резиденцией графов Горицы и Градишка примерно с 1278 по 1500 год. В 1797 году использовался как казарма для французской армии Бартелеми Жубера, а затем использовался как помещения для гостиницы, пивоварни и офиса судоходной компании. В замке сохранилась часовня с фресками Симона фон Тайстена. С 1943 года в замковых помещениях размещается музей города Лиенц, представляющий значительное собрание картин тирольского художника Альбина Эггер-Линца.

## История
Исходя из археологических находок рядом с замком Брук, человеческое поселения в окрестностях горы Хохштайн существует уже около 3000 лет. Сам замок был построен по заказу графов Горицы и Градишка в период между 1252 и 1277 годами — он служил их резиденцией до 1500 года. Когда последний граф Гориции, Леонхард, умер бездетным, все его имущество — включая и замок — перешло к королю и будущему императору Максимилиану I. Максимилиан объединил бывшие владения графов с графством Тироль.
Затем, 10 августа 1501 года, Максимилиан продал вотчину и замок барону Михаэлю фон Фолькенштайну (Michael von Wolkenstein) за 22 000 гульденов. Бароны фон Фолькенштайн оставались владельцами и проживали в замке примерно до 1608 года. Братья Зигмунд и Кристоф фон Фолькенштайн построили себе новую резиденцию в Лиенце между 1606 и 1608 годами: замок к тому моменту считался слишком «холодным» для жизни. 13 июня 1943 года в замке открылся краеведческий музей Восточного Тироля — «Музей творчества и традиций Восточного Тироля».